# Амини, Мустафа
Мохамма́д Мустафа́ Амини́ Касти́льо (англ. Mohammad Mustafa Castillo Amini; род. 20 апреля 1993[…], Сидней) — австралийский футболист, полузащитник клуба «Перт Глори».

## Биография
Мустафа родился в Сиднее. Его отец — афганец, а мать — уроженка Никарагуа, потому Мустафа теоретически может выступать за любую из трёх стран: Афганистан, Никарагуа или Австралию. Амини вырос в Западном Сиднее. Кроме родного английского, свободно говорит ещё на двух языках — дари и испанском.

## Клубная карьера

### «Сентрал Кост Маринерс»

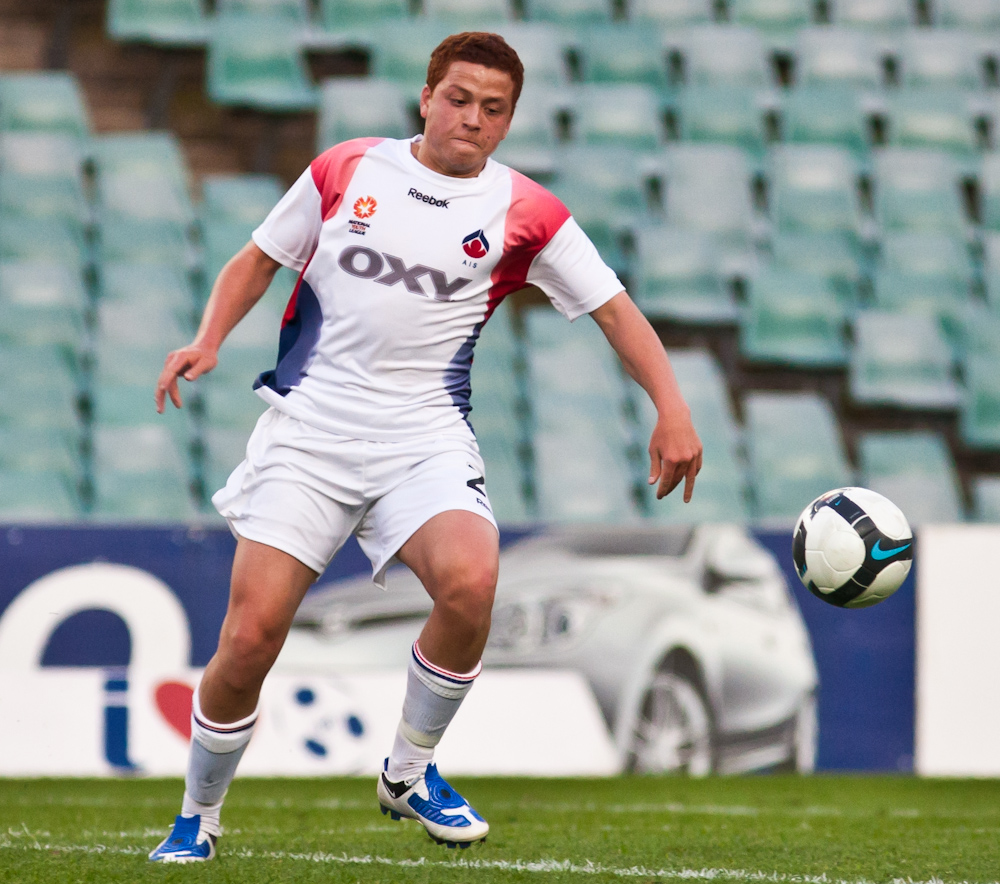
Амини в составе «АИС»

Мустафа начинал карьеру в молодёжных клубах «Блэктаун Сити» и «АИС». В 16 лет присоединился к клубу «Сентрал Кост Маринерс», подписав контракт на два года. 18 июня 2010 года состоялся дебют за взрослый состав, в матче против «Сентрал Кост», завершившемся победой со счётом 7:1. Дебют Амини в официальном матче состоялся 20 октября 2010 года в поединке против «Брисбен Роар». Первый мяч за «моряков» забил 9 февраля 2011 года в ворота «Голд-Кост Юнайтед».
Его игра привлекла большой интерес со стороны дортмундской «Боруссии» и мюнхенской «Баварии». Впоследствии было объявлено, что Амини должен провести двухнедельный просмотр с «Боруссией» в рамках подготовки к молодёжному чемпионату мира с целью подписания долгосрочного соглашение с клубом.

### «Боруссия» (Дортмунд)
В июле 2011 года подписал контракт с «Боруссией», рассчитанный сроком на четыре года. Но сразу отправился в аренду в «Сентрал Кост Маринерс». В составе клуба принял участие в розыгрыше азиатской Лиги чемпионов, где они дошли до 1/4 финала. В июле 2012 года дебютировал за «Боруссию» в матче против «Меппен». В марте 2015 года объявил, что покинет клуб летом по истечении контракта.

### «Раннерс»
В июне 2015 года подписал трёхлетний контракт с «Раннерсом». В матче Лиге Европы против «Сан-Жулиа» забил свой первый гол за клуб.

### «Орхус»
В июне 2016 года заключит четырёхлетний контракт с датским «Орхусом». В дебютном матче против «Сённерйюска» (2:1) отличился голом и результативной передачей.

### «Аполлон»  и ПАЕЕК
В июне 2021 года присоединился к кипрскому «Аполлону», заключив двухлетний контракт. В сентябре был отдан в аренду клубу «ПАЕЕК». В декабре расторг контракт с «Аполлоном» по обоюдному согласию и покинул оба кипрских клуба.

### «Сидней»
24 декабря 2021 года подписал шестимесячный контракт с «Сиднеем» в качестве замены травмированному Люку Брэттану.

### «Перт Глори»
10 июня 2022 года подписал трёхлетний контракт с «Перт Глори». 6 октября стал капитаном команды.

## Карьера в сборной

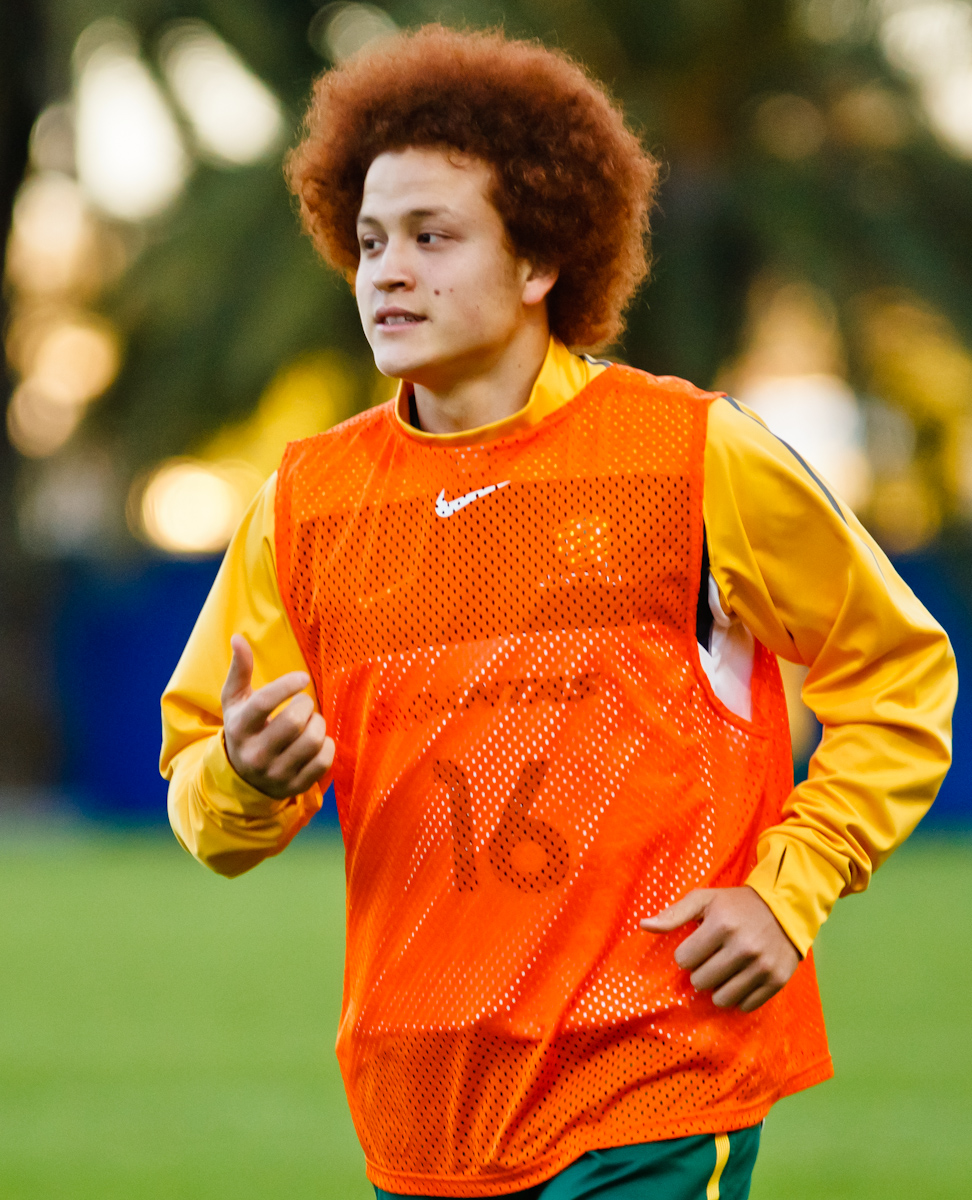
Мустафа Амини в юношеской сборной Австралии (до 17 лет)

За юношескую сборную Австралии до 17 лет дебютировал в матче против Турции.
Амини был включён в состав молодёжной сборной Австралии для подготовки к матчам с командами Аргентины и Парагвая. Принимал участие в играх на молодёжном чемпионате АФК 2010 года, на котором забил дебютный мяч в ворота Вьетнама (4:1).
23 марта 2011 года был вызван Хольгером Осиеком в состав национальной сборной Австралии на тренировочный сбор, который проходил в Германии.
Приглашался в сборную Афганистана, в частности, для участия на Кубке Вызова 2014, но отказался, поскольку рассчитывал на попадание в австралийскую сборную.

## Достижения

### Командные

#### «Сентрал Кост Маринерс»
- Чемпион Австралии: 2011/12

#### Сборная Австралии
- Победитель юношеского чемпионата АФК[англ.]: 2010[англ.]

## Статистика выступлений
| Выступление           | Выступление      | Выступление      | Чемпионат | Чемпионат | Кубок | Кубок | Межконтинент. | Межконтинент. | Прочее | Прочее | Итого | Итого |
| Клуб                  | Лига             | Сезон            | Игры      | Голы      | Игры  | Голы  | Игры          | Голы          | Игры   | Голы   | Игры  | Голы  |
| --------------------- | ---------------- | ---------------- | --------- | --------- | ----- | ----- | ------------- | ------------- | ------ | ------ | ----- | ----- |
| Сентрал Кост Маринерс | I                | 2010/11          | 23        | 1         | 0     | 0     | 0             | 0             | —      | —      | 23    | 1     |
| Сентрал Кост Маринерс | I                | 2011/12          | 18        | 2         | 0     | 0     | 4             | 1             | —      | —      | 22    | 3     |
| Сентрал Кост Маринерс | Итого            | Итого            | 41        | 3         | 0     | 0     | 4             | 1             | 0      | 0      | 45    | 4     |
| Боруссия II           | III              | 2012/13          | 14        | 0         | —     | —     | —             | —             | —      | —      | 14    | 0     |
| Боруссия II           | III              | 2013/14          | 15        | 2         | —     | —     | —             | —             | —      | —      | 15    | 2     |
| Боруссия II           | III              | 2014/15          | 28        | 1         | —     | —     | —             | —             | —      | —      | 28    | 1     |
| Боруссия II           | Итого            | Итого            | 57        | 3         | 0     | 0     | 0             | 0             | 0      | 0      | 57    | 3     |
| Раннерс               | I                | 2015/16          | 29        | 0         | 3     | 0     | 4             | 1             | —      | —      | 36    | 1     |
| Орхус                 | I                | 2016/17          | 32        | 5         | 3     | 0     | —             | —             | 4      | 0      | 39    | 5     |
| Орхус                 | I                | 2017/18          | 31        | 1         | 1     | 0     | —             | —             | —      | —      | 32    | 1     |
| Орхус                 | I                | 2018/19          | 31        | 2         | 2     | 2     | —             | —             | —      | —      | 33    | 4     |
| Орхус                 | I                | 2019/20          | 25        | 2         | 2     | 0     | —             | —             | —      | —      | 27    | 2     |
| Орхус                 | Итого            | Итого            | 119       | 10        | 8     | 2     | 0             | 0             | 4      | 0      | 131   | 12    |
| Сидней                | I                | 2021/22          | 17        | 1         | 0     | 0     | 7             | 0             | —      | —      | 24    | 1     |
| Перт Глори            | I                | 2022/23          | 19        | 0         | 0     | 0     | —             | —             | —      | —      | 19    | 0     |
| Перт Глори            | I                | 2023/24          | 6         | 0         | 0     | 0     | —             | —             | —      | —      | 6     | 0     |
| Перт Глори            | Итого            | Итого            | 25        | 0         | 0     | 0     | —             | —             | —      | —      | 25    | 0     |
| Всего за карьеру      | Всего за карьеру | Всего за карьеру | 288       | 17        | 11    | 2     | 15            | 2             | 4      | 0      | 318   | 21    |

1. ↑  Лига чемпионов АФК, Лига Европы УЕФА
2. ↑  Плей-офф датской Суперлиги